# Paul Ballantyne
Paul Ballantyne (* 16. Juli 1982 in Waterloo, Ontario) ist ein ehemaliger kanadischer Eishockeyspieler, der im Verlauf seiner aktiven Karriere unter anderem für die Grand Rapids Griffins in der American Hockey League gespielt hat.

## Karriere

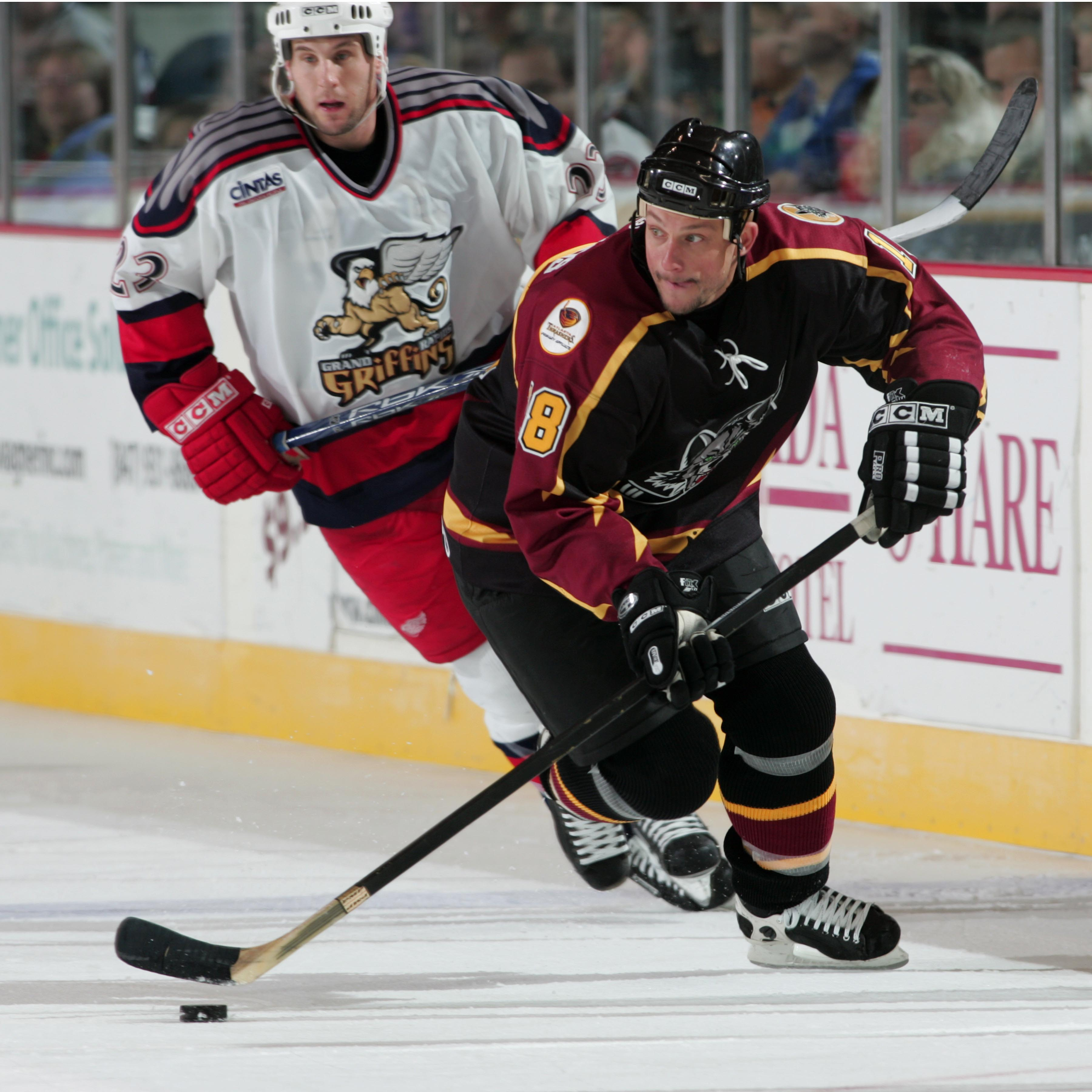
Paul Ballantyne (li.) und Lonny Bohonos (re.), 2004

Ballantyne begann seine Karriere 1998 bei den Sault Ste. Marie Greyhounds in der Ontario Hockey League, für die er bis 2002 spielte. Im NHL Entry Draft 2000 wurde er in der sechsten Runde an insgesamt 196. Stelle von den Detroit Red Wings gedraftet. 2002 wechselte der Verteidiger zu Toledo Storm in die East Coast Hockey League, wo er 2003 punktbester Verteidiger seiner Mannschaft wurde. Während dieser Zeit absolvierte er zusätzliche Spiele für das Partnerfranchise Grand Rapids Griffins aus der American Hockey League. Die Phoenix Roadrunners verpflichteten den Rechtsschützen für die Spielzeit 2005/06, welche er nach zwei Jahren in Richtung Victoria Salmon Kings verließ. Zur Saison 2008/09 ging Ballantyne nach Europa zu Lørenskog IK aus der norwegischen GET-ligaen.
In der Saison 2009/10 spielte er für die Eispiraten Crimmitschau in der 2. Bundesliga, bevor er 2010 nach Norwegen zurückkehrte und einen Vertrag bei Manglerud Star Ishockey erhielt. Nach der Saison 2010/11 beendete er seine aktive Karriere.

## Karrierestatistik
(Legende zur Spielerstatistik: Sp oder GP = absolvierte Spiele; T oder G = erzielte Tore; V oder A = erzielte Assists; Pkt oder Pts = erzielte Scorerpunkte; SM oder PIM = erhaltene Strafminuten; +/− = Plus/Minus-Bilanz; PP = erzielte Überzahltore; SH = erzielte Unterzahltore; GW = erzielte Siegtore; 1 Play-downs/Relegation; Kursiv: Statistik nicht vollständig)